# Macrostomus fasciventris
Macrostomus fasciventris är en tvåvingeart som först beskrevs av Charles Howard Curran 1931. Macrostomus fasciventris ingår i släktet Macrostomus och familjen dansflugor.
Artens utbredningsområde är Panama. Inga underarter finns listade i Catalogue of Life.